# Liste der Biografien/Sey
Liste der Biografien |
Portal Biografien |
Personensuche
# |
A |
B |
C |
D |
E |
F |
G |
H |
I |
J |
K |
L |
M |
N |
O |
P |
Q |
R |
S |
T |
U |
V |
W |
X |
Y |
Z |
?
 
Sa |
Sb |
Sc |
Sd |
Se |
Sf |
Sg |
Sh |
Si |
Sj |
Sk |
Sl |
Sm |
Sn |
So |
Sp |
Sq |
Sr |
Ss |
St |
Su |
Sv |
Sw |
Sy |
Sz
 
Sea |
Seb |
Sec |
Sed |
See |
Sef |
Seg |
Seh |
Sei |
Sej |
Sek |
Sel |
Sem |
Sen |
Seo |
Sep |
Seq |
Ser |
Ses |
Set |
Seu |
Sev |
Sew |
Sex |
Sey |
Sez
Die Liste der Biografien führt alle Personen auf, die in der deutschsprachigen Wikipedia einen Artikel haben. Dieses ist eine Teilliste mit 417 Einträgen von Personen, deren Namen mit den Buchstaben „Sey“ beginnt.

## Sey
- Sey, Essa Bokarr, gambischer Regierungsbeamter, Diplomat und Schriftsteller
- Sey, Haddy Jatou, gambische Entwicklungssoziologin und Politikerin
- Sey, Mary (1952–2024), gambische Richterin
- Sey, Oley, gambische Politikerin
- Sey, Omar (1941–2018), gambischer Politiker, Außenminister
- Sey, Omar († 2022), gambischer Politiker und Mediziner
- Sey, Seinabo (* 1990), schwedische Soulpop-SängerinSeinabo Sey (* 1990)

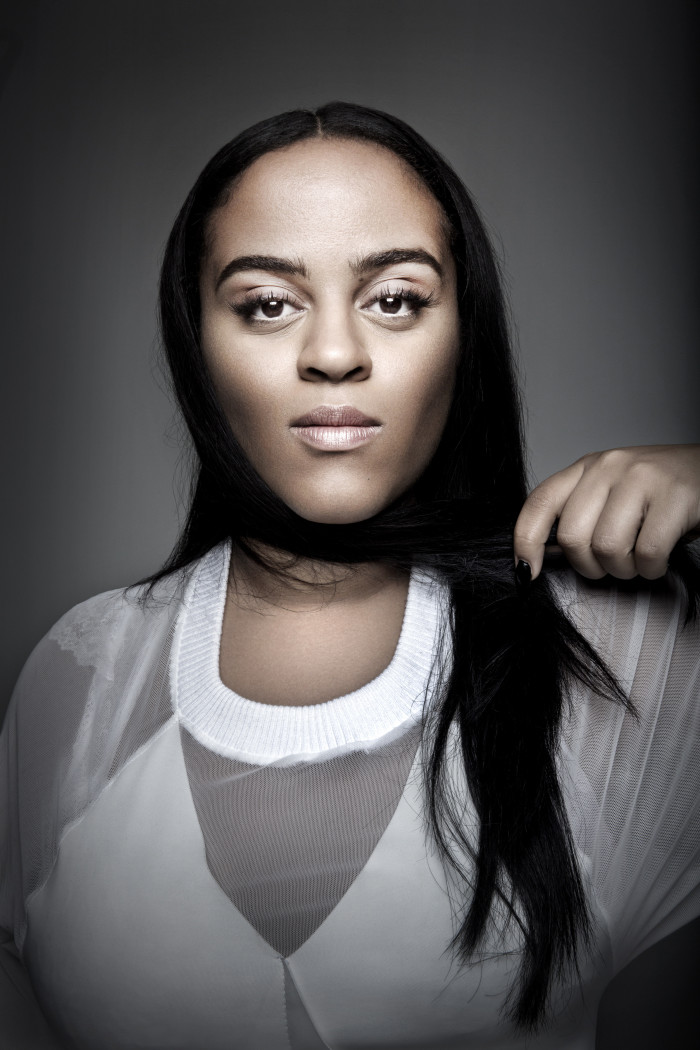
Seinabo Sey (* 1990)

### Seya
- Seyam, Reda, deutscher Islamist
- Seyam, Tamer (* 1992), palästinensischer Fußballspieler
- Seyama, Erika (* 1994), eswatinische Hochspringerin
- Seyama, Takeshi (* 1944), japanischer Filmeditor
- Seyaum, Dawit (* 1996), äthiopische Mittelstreckenläuferin

### Seyb
- Seyb, Tobias (* 1961), deutscher Musiker und Komponist
- Seyba, Yaya, malischer Sprinter
- Seybel, Georg Josef (1825–1886), deutscher Jurist und Verwaltungsbeamter
- Seybel, Georg von (1886–1924), österreichischer Schriftsteller
- Seybering, David (* 1995), deutscher Volleyballspieler
- Seybering, Diane (* 2007), deutsche Volleyballspielerin
- Seybert, Adam (1773–1825), US-amerikanischer Politiker
- Seybert, Heather (* 1996), US-amerikanische Fußballspielerin
- Seybert, Philipp Reinhard (1790–1829), Landtagsabgeordneter Herzogtum Nassau
- Seybert, Wilhelm (1820–1860), Landtagsabgeordneter Herzogtum Nassau
- Seyberth, Joseph, mährisch-österreichischer Orgelbauer
- Seyberth, Ludwig (1818–1910), deutscher Verwaltungsbeamter
- Seyberth, Wilhelm (1849–1937), deutscher Richter und Abgeordneter
- Seybold, Annemarie (1920–2010), deutsche Sportwissenschaftlerin
- Seybold, August (1901–1965), deutscher Botaniker und Hochschullehrer
- Seybold, Christian († 1768), deutscher Künstler
- Seybold, Christian Friedrich (1859–1921), deutscher Orientalist
- Seybold, David Christoph (1747–1804), deutscher evangelischer Theologe, Hochschullehrer und Dichter
- Seybold, Eugen (1880–1943), deutscher Sportfunktionär
- Seybold, Franz (1912–1978), deutscher Fußballspieler und Fußballtrainer
- Seybold, Friedrich (1829–1888), deutscher Buchhändler und Politiker
- Seybold, Georg von (1832–1900), deutscher Kunstmaler
- Seybold, Gottfried (1757–1816), Gerichtsschreiber, Begründer des Besitzes der Familie Seybold / von Marval in Nordheim
- Seybold, Johann Karl Christoph von (1777–1833), württembergischer Generalmajor
- Seybold, John States (1897–1984), US-amerikanischer Offizier
- Seybold, Katrin (1943–2012), deutsche Filmregisseurin, Drehbuchautorin und Filmproduzentin
- Seybold, Klaus Dieter (1936–2011), deutscher evangelischer Theologe und Alttestamentler in Basel
- Seybold, Margarethe († 1590), deutsche Hebamme und Müllersfrau, die als Hexe hingerichtet wurde
- Seybold, Marvin (* 2001), deutscher Fußballspieler
- Seybold, Matthias (1696–1765), deutscher Architekt, fürstbischöflicher Baubeamter und Bildhauer
- Seybold, Michael (1933–2005), deutscher Theologe
- Seybold, Natalie (* 1965), US-amerikanische Eiskunstläuferin
- Seybold, Otto-Heinz (1888–1966), deutscher Kommunalpolitiker
- Seybold, Siegmund (* 1939), deutscher Botaniker, Florist und Museumsbiologe
- Seybold, Wayne (* 1963), US-amerikanischer Eiskunstläufer
- Seybold, Wilhelm (1799–1874), Gutsbesitzer in Nordheim, Mühlenpächter in Heilbronn, belgischer Konsul und Abgeordneter des Württembergischen Landtags
- Seyboldt, Emmanuelle (* 1970), französische evangelische Pfarrerin, Präsidentin der Vereinigten Protestantischen Kirche Frankreichs
- Seyboldt, Thomas, deutscher Pianist und Hochschullehrer
- Seyboth Wild, Thiago (* 2000), brasilianischer TennisspielerThiago Seyboth Wild (* 2000)

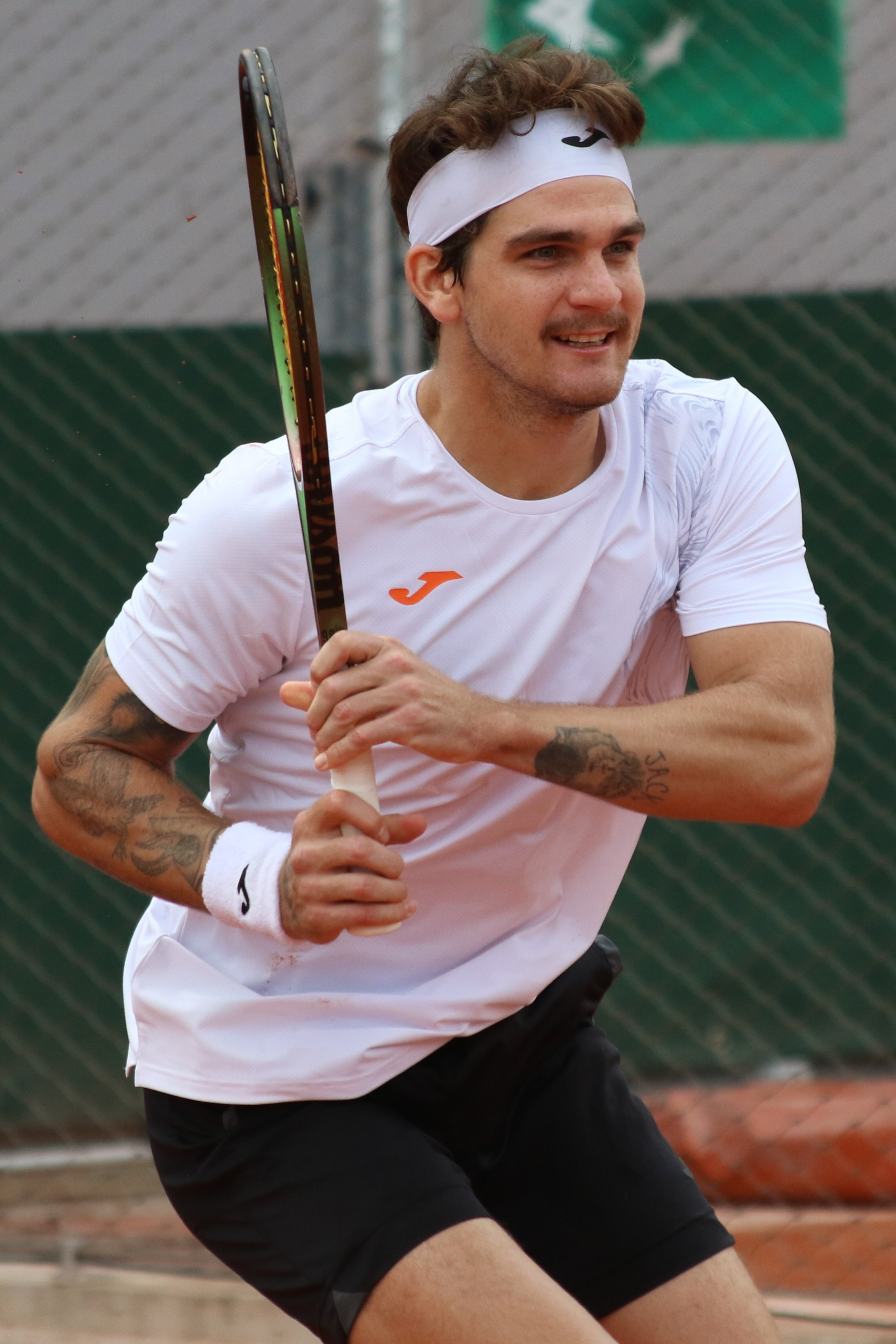
Thiago Seyboth Wild (* 2000)

- Seyboth, Friedrich (1844–1910), bayerischer Fabrikbesitzer, Kommerzienrat und Abgeordneter
- Seyboth, Hans (1864–1938), baltischer Schachkomponist und -spieler
- Seyboth, Leonhard (1842–1916), deutscher Fabrikant und Politiker (FVp), MdR
- Seyboth, Ulrike (* 1970), deutsche Malerin
- Seybt, Julius († 1871), deutscher Übersetzer und Autor

### Seyd
- Seyd, Felizia (1893–1988), deutschamerikanische Schriftstellerin
- Seyd, Leonard (* 2004), deutscher Schauspieler
- Seyd, Seyd Mahmood (* 1987), iranischer Grasskiläufer
- Seyd, Seyed Hossein (* 1994), iranischer Grasskiläufer
- Seyd, Seyedamir (* 1997), iranischer Grasskiläufer
- Seyd, Wolfgang (1946–2024), deutscher Pädagoge
- Şeyda, Mahmut, türkischer Diplomat
- Seyda, Marian (1879–1967), polnischer Journalist und Politiker
- Seyda, Miriam (* 1976), deutsche Sportpädagogin und Hochschullehrerin
- Seyda, Wladislaus (1863–1939), polnischer Jurist, Minister und MdR
- Seydaack, Fritz (1913–2004), deutscher Jurist und Manager
- Şeydayev, Ramil (* 1996), aserbaidschanischer Fußballspieler
- Seydel (1810–1867), deutscher Richter und Politiker
- Seydel, Aaron (* 1996), deutscher Fußballspieler
- Seydel, Christoph (1670–1747), Mineraloge und Bürgermeister
- Seydel, Elisa (* 1978), deutsche Schauspielerin
- Seydel, Emil († 1898), deutscher Architekt
- Seydel, Eugen (1879–1958), Polizeipräsident von Wien
- Seydel, Ferdinand († 1854), deutscher Autor
- Seydel, Gustav Eduard (1822–1881), deutsch-luxemburgischer Genremaler der Düsseldorfer Schule
- Seydel, Gustav Eduard Eugen († 1881), preußischer Landrat
- Seydel, Hermann (1869–1942), deutscher Jurist, Vortragender Rat und Präsident der Reichsbahndirektion Hannover
- Seydel, Hugo (1840–1932), preußischer Politiker
- Seydel, Johann Gottfried (1789–1854), deutscher Politiker, MdL (Königreich Sachsen)
- Seydel, Joseph (1887–1945), deutscher Politiker (NSDAP), MdR
- Seydel, Jürgen (1917–2008), deutscher Karateka
- Seydel, Karl (1839–1912), deutscher Geburtshelfer und Rechtsmediziner
- Seydel, Karl Ernst (1825–1896), deutscher konservativer Politiker, MdL (Königreich Sachsen)
- Seydel, Karl Theodor (1812–1873), preußischer Beamter und Oberbürgermeister von Berlin (1863–1872)
- Seydel, Karl von (1853–1939), bayerischer Generalstabsarzt der Armee, Generalleutnant
- Seydel, Martin (1871–1934), deutscher Musikwissenschaftler, Stimmbildner und Philosoph
- Seydel, Max von (1846–1901), deutscher Rechtswissenschaftler
- Seydel, Otto (* 1945), deutscher Pädagoge und Schulreformer
- Seydel, Renate (* 1935), deutsche Germanistin, Lektorin, Schriftstellerin und Buchhändlerin
- Seydel, Rudolf (1835–1892), deutscher Theologe, Philosoph, Autor und Hochschullehrer
- Seydel, Stefan M. (* 1965), Schweizer Künstler, Autor und Sozialarbeiter
- Seydel, Tina (* 1978), deutsche Schauspielerin
- Seydelmann, Apollonia († 1840), deutsch-italienische Miniaturmalerin
- Seydelmann, Armin (1872–1946), deutscher Schauspieler beim österreichischen Film
- Seydelmann, Franz (1748–1806), deutscher Sänger (Tenor) und Komponist
- Seydelmann, Helmut (1901–1962), deutscher Dirigent und Generalmusikdirektor
- Seydelmann, Jakob Crescenz († 1829), deutscher Maler und Zeichner
- Seydelmann, Karl (1793–1843), deutscher Theaterschauspieler
- Seyder, Ferhad Ibrahim (* 1950), kurdischer Politikwissenschaftler
- Seydewitz, August Friedrich von (1696–1775), kaiserlicher Reichshofrat
- Seydewitz, Carl Friedrich von (1826–1897), deutscher Jurist und Politiker, MdR
- Seydewitz, Curt Friedrich August von (1769–1816), bayerischer Generalmajor
- Seydewitz, Curt Gottlob von (1735–1809), königlich-sächsischer Kammerherr, Oberstleutnant, Kreiskommissar und Rittergutsbesitzer
- Seydewitz, Damm von (1845–1899), königlich-preußischer Kammerherr, Landrat und Landeshauptmann
- Seydewitz, Ernst von (1852–1929), sächsischer Finanzminister
- Seydewitz, Friedrich Ferdinand Leopold von (1787–1872), preußischer Verwaltungsbeamter, Regierungspräsident
- Seydewitz, Heinrich von (1799–1868), preußischer Generalmajor
- Seydewitz, Johann Christoph Heinrich von (1748–1824), deutscher Offizier in dänischen Diensten und mecklenburgischer Hofbaumeister
- Seydewitz, Max (1892–1987), deutscher Politiker (SPD, SAPD, SED), MdR, MdV, Ministerpräsident von SachsenMax Seydewitz (1892–1987)

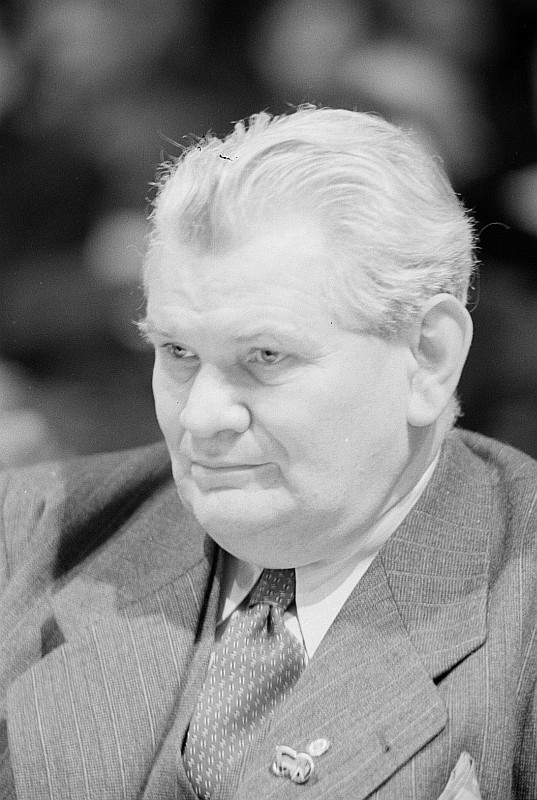
Max Seydewitz (1892–1987)

- Seydewitz, Max von (1800–1872), preußischer Landrat
- Seydewitz, Max von (1857–1921), sächsischer General der Infanterie
- Seydewitz, Oskar von (1836–1902), deutscher Verwaltungsbeamter und Rittergutsbesitzer
- Seydewitz, Otto Theodor von (1818–1898), deutscher Politiker, MdR
- Seydewitz, Paul von (1843–1910), königlich-sächsischer Kultusminister, Minister des Königshauses von Sachsen und Rechtsritter des Johanniterordens
- Seydewitz, Ruth (1905–1989), deutsche Journalistin und Schriftstellerin
- Seydi, Ismaïl (* 2001), französischer Fußballspieler
- Seydl, Ernst (1872–1952), böhmischer römisch-katholischer Geistlicher, letzter k.u.k. Hof- und Burgpfarrer und Weihbischof in der Erzdiözese Wien
- Seydler, August (1849–1891), böhmischer Physiker und Astronom
- Seydler, Louis (1839–1896), deutscher konservativer Politiker, MdL (Königreich Sachsen)
- Seydler, Ludwig Carl (1810–1888), österreichischer Organist und Komponist
- Seydlitz, Alexander Gottlieb von (1700–1782), preußischer Generalmajor und Chef des Husarenregiment Nr. 8
- Seydlitz, Christian Gottlieb (1730–1808), deutscher Physiker und Logiker
- Seydlitz, Ernst von (1784–1849), Pädagoge und Geograph
- Seydlitz, Florian von (1777–1832), preußischer Generalmajor
- Seydlitz, Friedrich Wilhelm von (1721–1773), preußischer Kavallerieoffizier
- Seydlitz, Lisa-Maria (* 1985), deutsche Autorin
- Seydlitz, Mark von (* 1961), deutscher Filmregisseur und Filmproduzent
- Seydlitz, Paul von (1853–1934), sächsischer Generalleutnant
- Seydlitz-Gerstenberg, Friedrich von (1819–1884), sächsischer Generalmajor
- Seydlitz-Gerstenberg, Werner von (1863–1940), sächsischer Generalmajor
- Seydlitz-Kurzbach, Alexander von (1847–1935), preußischer Generalleutnant
- Seydlitz-Kurzbach, Hermann von (1810–1895), preußischer Generalleutnant
- Seydlitz-Kurzbach, Joachim von (1911–2005), deutscher Brigadegeneral, Angehöriger des Bundesnachrichtendienstes
- Seydlitz-Kurzbach, Rudolf von (1812–1870), deutscher Rittergutsbesitzer und Hofbeamter
- Seydlitz-Kurzbach, Walther von (1888–1976), deutscher General der ArtillerieWalther von Seydlitz-Kurzbach (1888–1976)

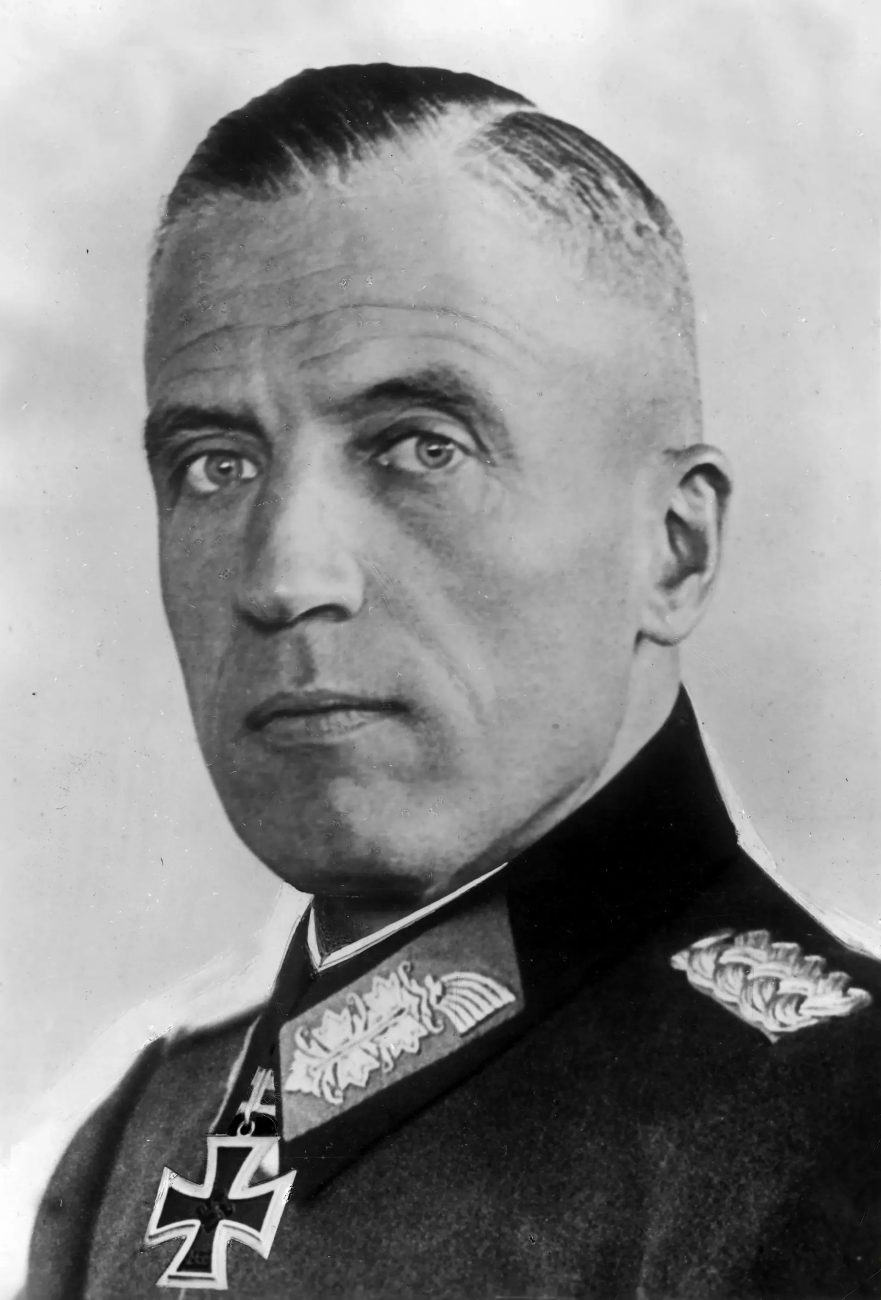
Walther von Seydlitz-Kurzbach (1888–1976)

- Seydor, Paul (* 1947), US-amerikanischer Filmeditor und Professor an der Chapman University
- Seydou, Abdoul Ramane (* 1949), nigrischer Offizier und Politiker
- Seydou, Koné (* 1987), ivorischer Fußballspieler
- Seydou, Mayaki (* 1949), nigrischer Boxer
- Seydoux de Clausonne, François (1905–1981), französischer Diplomat
- Seydoux, Geraldine (* 1964), französisch-amerikanische Entwicklungsbiologin, Molekularbiologin und Genetikerin
- Seydoux, Jacques (1870–1929), französischer Diplomat und Autor
- Seydoux, Jérôme (* 1934), französischer Milliardär und Philanthrop, Filmproduzent und der frühere Präsident der Filmproduktionsgesellschaft Pathé
- Seydoux, Léa (* 1985), französische FilmschauspielerinLéa Seydoux (* 1985)

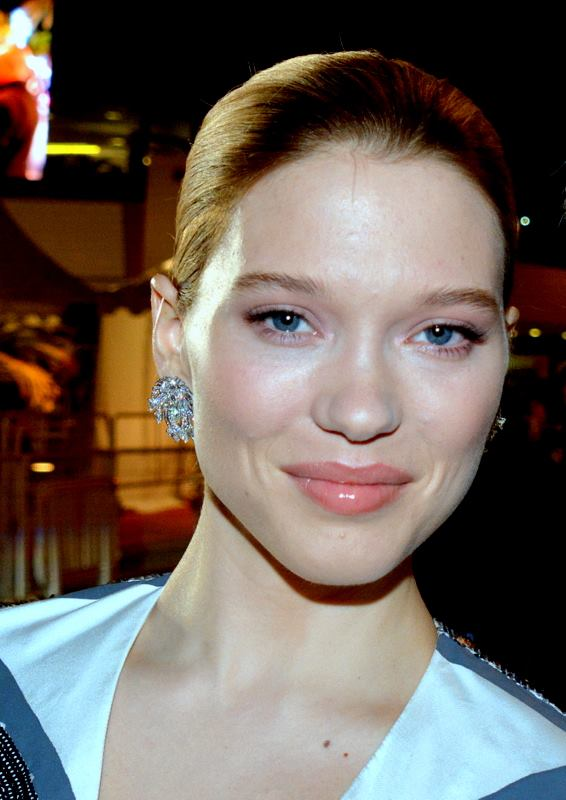
Léa Seydoux (* 1985)

- Seydoux, Michel (* 1947), französischer Filmproduzent und Unternehmer
- Seydoux, Philippe (* 1985), Schweizer Eishockeyspieler
- Seydoux-Christe, Anne (* 1958), Schweizer Politikerin (CVP)

### Seye
- Seye Sylla, Fatimata, senegalesische Informatikerin und Politikerin
- Seye, Abdoulaye (1934–2011), senegalesischer Leichtathlet
- Seye, Paul (* 1944), belgischer Radrennfahrer
- Seyed, deutscher Rapper
- Seyed Abbasi, Shamseddin (1943–2003), iranischer Ringer
- Seyed Rezaei, Moezeddin (* 1979), iranischer Radrennfahrer
- Seyed Rezaei, Mostafa (* 1984), iranischer Straßenradrennfahrer
- Seyed-Emami, Kavous (1953–2018), iranisch-kanadischer Soziologe, Hochschullehrer und Umweltschützer
- Seyedi, Elnaz (* 1982), iranische Komponistin
- Seyer, Hannes (* 1967), österreichischer Tischtennisspieler, -trainer und -funktionär
- Seyer, Jörg (* 1964), deutscher Schauspieler und Hörspielsprecher
- Seyerl, Lotte (* 1953), österreichische Künstlerin
- Seyerl, Moritz (1821–1905), österreichischer Werksdirektor und Politiker, Landtagsabgeordneter
- Seyerlen, Karl Rudolf (1831–1906), deutscher evangelischer Theologe
- Seyerlen, Reinhold (1848–1897), deutscher Organist, Komponist und Alpinist
- Seyerling, Heide (* 1976), südafrikanische Sprinterin

### Seyf
- Seyfart, Johann Friedrich (1727–1786), Regimentsauditeur und Schriftsteller
- Seyfarth, Andreas (* 1962), deutscher Spieleautor
- Seyfarth, Carly (1890–1950), deutscher Mediziner
- Seyfarth, Constans (* 1941), deutscher Soziologe und Hochschullehrer
- Seyfarth, Diego Carlos (* 1984), peruanisch-deutscher SchauspielerDiego Carlos Seyfarth (* 1984)

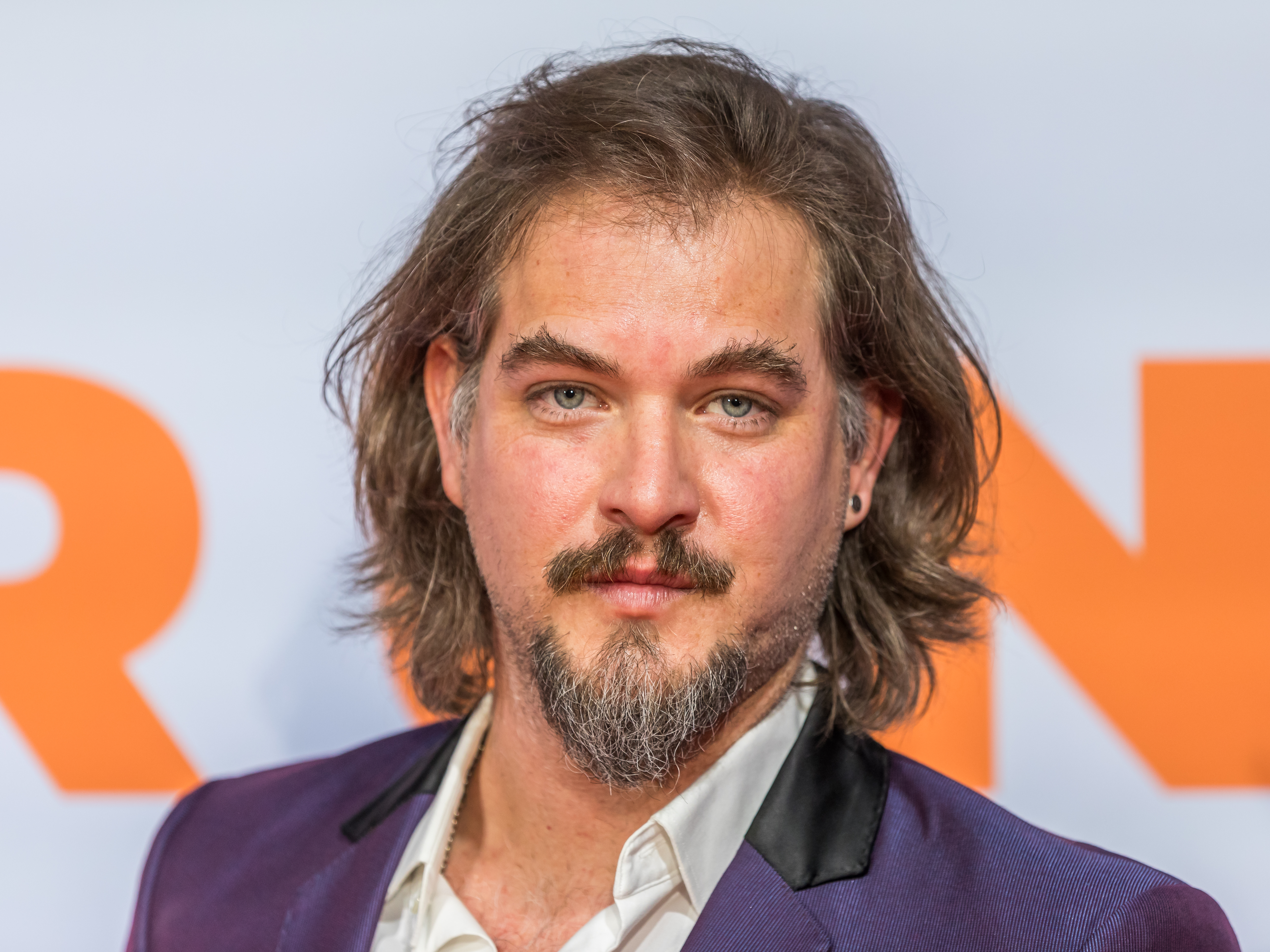
Diego Carlos Seyfarth (* 1984)

- Seyfarth, Ferdinand (1818–1901), deutscher Landwirt und Politiker, MdR
- Seyfarth, Frank-Thomas (* 1952), deutscher Badmintonspieler
- Seyfarth, Göran (* 1965), deutscher Journalist
- Seyfarth, Harro (1921–2011), deutscher Chirurg, Orthopäde und Hochschullehrer
- Seyfarth, Hermann (1865–1933), deutscher Verwaltungsbeamter und Kreishauptmann von Chemnitz
- Seyfarth, Juliane (* 1990), deutsche SkispringerinJuliane Seyfarth (* 1990)

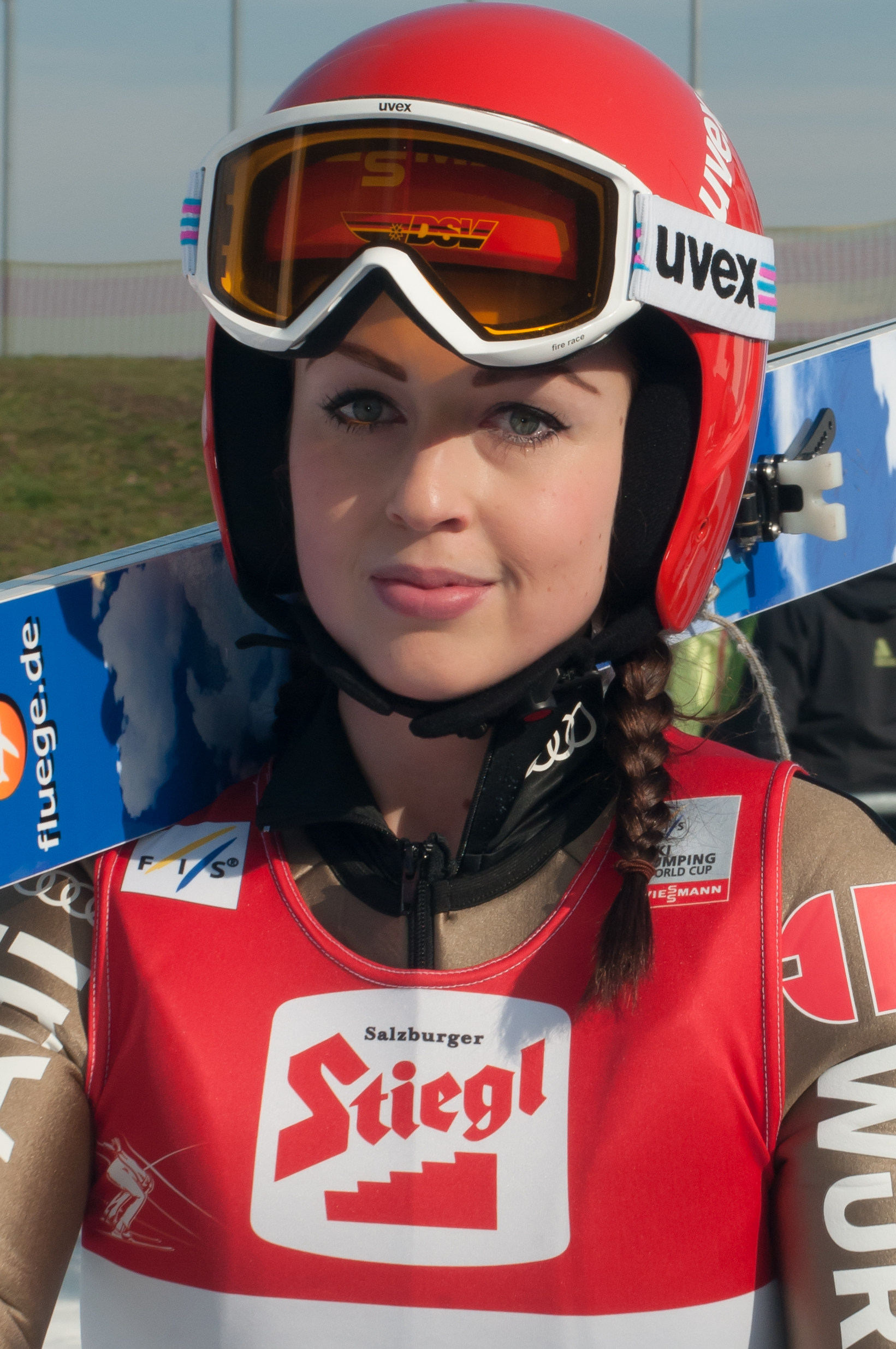
Juliane Seyfarth (* 1990)

- Seyfarth, Karen, deutsche Spieleautorin
- Seyfarth, Lothar (* 1931), deutscher Musiker, Pianist und Dirigent
- Seyfarth, Napoleon (1953–2000), deutscher Schriftsteller, Autor und Anti-AIDS-Aktivist
- Seyfarth, Ramona (* 1980), deutsche Künstlerin
- Seyfarth, Rolf (1907–1976), deutscher Journalist, Sportveranstalter und Politiker (LDP)
- Seyfarth, Roman (* 1963), deutscher Fußballspieler
- Seyfarth, Ursula (* 1963), deutsche Richterin am Bundespatentgericht
- Seyfarth, Walter (1884–1930), deutscher Lehrer und Verbandsfunktionär
- Seyfarth, Wolfgang (1906–1985), deutscher Altphilologe und Althistoriker
- Seyfarth, Wolfgang (* 1937), deutscher Diplomat, Botschafter der DDR
- Seyfeddinipur, Mandana (* 1967), iranische Linguistin
- Seyfer, Conrat, deutscher Bildhauer und Baumeister
- Seyfer, Hans († 1509), deutscher Steinbildhauer und Holzschnitzer
- Seyfer, Lenhart, Bildhauer, Stück- und Glockengießer
- Seyfert, Bernhard (* 1865), deutscher Geschichtsdidaktiker
- Seyfert, Carl Keenan (1911–1960), US-amerikanischer Astronom
- Seyfert, Carmen (* 1965), deutsche Fußballspielerin
- Seyfert, Clemens Hugo (1843–1907), sächsischer Generalmajor
- Seyfert, Gabriele (* 1948), deutsche Eiskunstläuferin, WeltmeisterinGabriele Seyfert (* 1948)

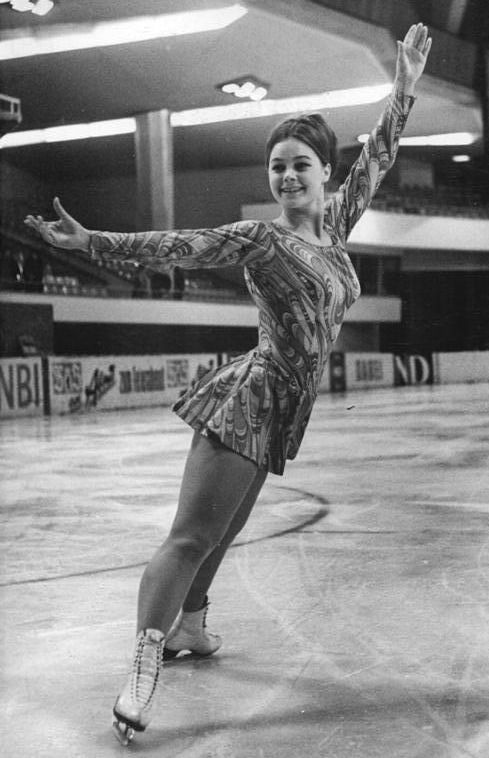
Gabriele Seyfert (* 1948)

- Seyfert, Johann Gottfried (1731–1772), deutscher Komponist
- Seyfert, Otto (1896–1990), deutscher Pianist, Dirigent, Komponist und Arrangeur
- Seyfert, Richard (1862–1940), deutscher Politiker (Nationalliberale Partei, DDP)
- Seyfert, Robert, deutscher Soziologe und Hochschullehrer
- Seyferth, Andreas (* 1945), deutscher Theater- und Fernsehschauspieler
- Seyferth, Dietmar (1929–2020), deutsch-amerikanischer Chemiker
- Seyferth, Karl Friedrich (1809–1865), deutscher Jurist und Lieddichter
- Seyferth, Katharina (* 1958), deutsche Schauspielerin
- Seyferth, Wilfried (1908–1954), deutscher Schauspieler
- Seyff, Hans, Wundarzt
- Seyffahrt, Karl (1630–1681), deutscher lutherischer Theologe und Lyriker
- Seyffardt, August Lodewijk Willem (1840–1909), niederländischer Generalmajor und Politiker
- Seyffardt, Ernst Heinrich (1859–1942), deutscher Komponist
- Seyffardt, Hendrik Alexander (1872–1943), niederländischer GeneralleutnantHendrik Alexander Seyffardt (1872–1943)

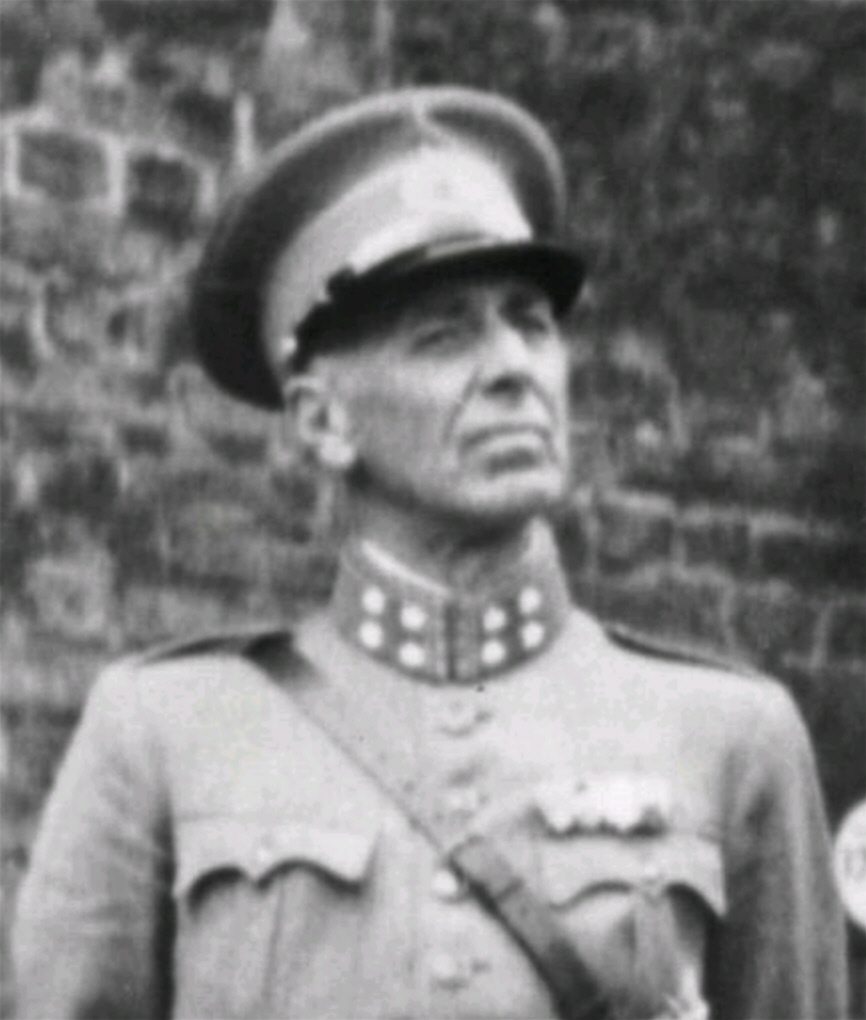
Hendrik Alexander Seyffardt (1872–1943)

- Seyffardt, Hubertus (* 1956), deutscher Journalist und Radiomoderator
- Seyffardt, Ludwig Friedrich (1827–1901), deutscher Textilunternehmer und nationalliberaler Politiker
- Seyffardt, Peter (* 1954), deutscher Politiker (CDU), MdL
- Seyffarth, Åke (1919–1998), schwedischer Eisschnellläufer
- Seyffarth, Fritz (1872–1938), deutscher Reichsgerichtsrat
- Seyffarth, Gustav (1796–1885), deutscher Ägyptologe
- Seyffarth, Jan (* 1986), deutscher Automobilrennfahrer
- Seyffarth, Joachim (1928–2014), deutscher Heimatforscher, Denkmalpfleger und Fotograf
- Seyffarth, Ludwig Wilhelm (1829–1903), deutscher Theologe, Pädagoge, Autor und Parlamentarier
- Seyffarth, Moritz (* 1993), deutscher Journalist und Podcaster
- Seyffarth, Peter (1939–2010), deutscher Ingenieur
- Seyffarth, Traugott August (1762–1831), deutscher lutherischer Theologe
- Seyffer, August (1774–1845), deutscher Kupferstecher, Zeichner und Maler
- Seyffer, Ernst Eberhard Friedrich von (1781–1856), deutscher Gartenbaudirektor
- Seyffer, Karl Felix von (1762–1822), deutscher Astronom
- Seyffer, Otto Ernst Julius (1823–1890), deutscher Physiker und Redakteur
- Seyffert, Gregor (* 1967), deutscher Tänzer und Choreograf
- Seyffert, Hans (1921–2010), deutscher Klassischer Philologe und Bibliothekar
- Seyffert, Johannes (1869–1930), deutscher Architekt und Hochschullehrer
- Seyffert, Moritz Ludwig (1809–1872), deutscher Philologe und Pädagoge
- Seyffert, Oskar (1841–1906), deutscher Klassischer Philologe und Gymnasiallehrer
- Seyffert, Oskar (1862–1940), deutscher Künstler und Volkskundler
- Seyffert, Paul (* 1888), deutscher Leichtathlet
- Seyffert, Pieter (* 1986), südafrikanischer Straßenradrennfahrer
- Seyffert, Rudolf (1893–1971), deutscher Ökonom, Professor für Betriebswirtschaftslehre
- Seyffert, Sabine (* 1970), deutsche Autorin
- Seyffert, Wilhelm (1924–2008), deutscher Genetiker, Professor für quantitative- und Populations-Genetik an der Universität Tübingen
- Seyfferth, Felix (1878–1954), deutscher Politiker, MdL
- Seyfferth, Franz (* 1891), deutscher Landrat im Landkreis Deggendorf und im Landkreis Erding
- Seyfferth, Sandra (* 1992), deutsche Volleyball- und Beachvolleyballspielerin
- Seyfferth, Wilhelm (1807–1881), deutscher Unternehmer, Bankier und Eisenbahn-Pionier
- Seyffertitz, Alfred (1884–1944), Münchner Student, zahnärztlicher Assistent, Kunstmaler, Hochstapler und Condottiere
- Seyffertitz, Carl von (1825–1900), österreichischer Beamter, Politiker und Naturwissenschaftler, Landtagsabgeordneter, Literat
- Seyffertitz, Gustav von (1862–1943), deutscher Filmschauspieler und Regisseur der Stummfilmzeit
- Seyffertitz, Johann Adam von (1666–1736), sächsischer Generalleutnant, Herr auf Goldhausen zu Jahna, Glaubitz, Straucha und Hirschfeld
- Seyfi, Tim (* 1971), deutsch-türkischer Schauspieler
- Seyfridt, Georg der Ältere, Arzt und Astronom
- Seyfridt, Georg der Jüngere († 1566), Arzt
- Seyfried, Amanda (* 1985), US-amerikanische Schauspielerin und SängerinAmanda Seyfried (* 1985)

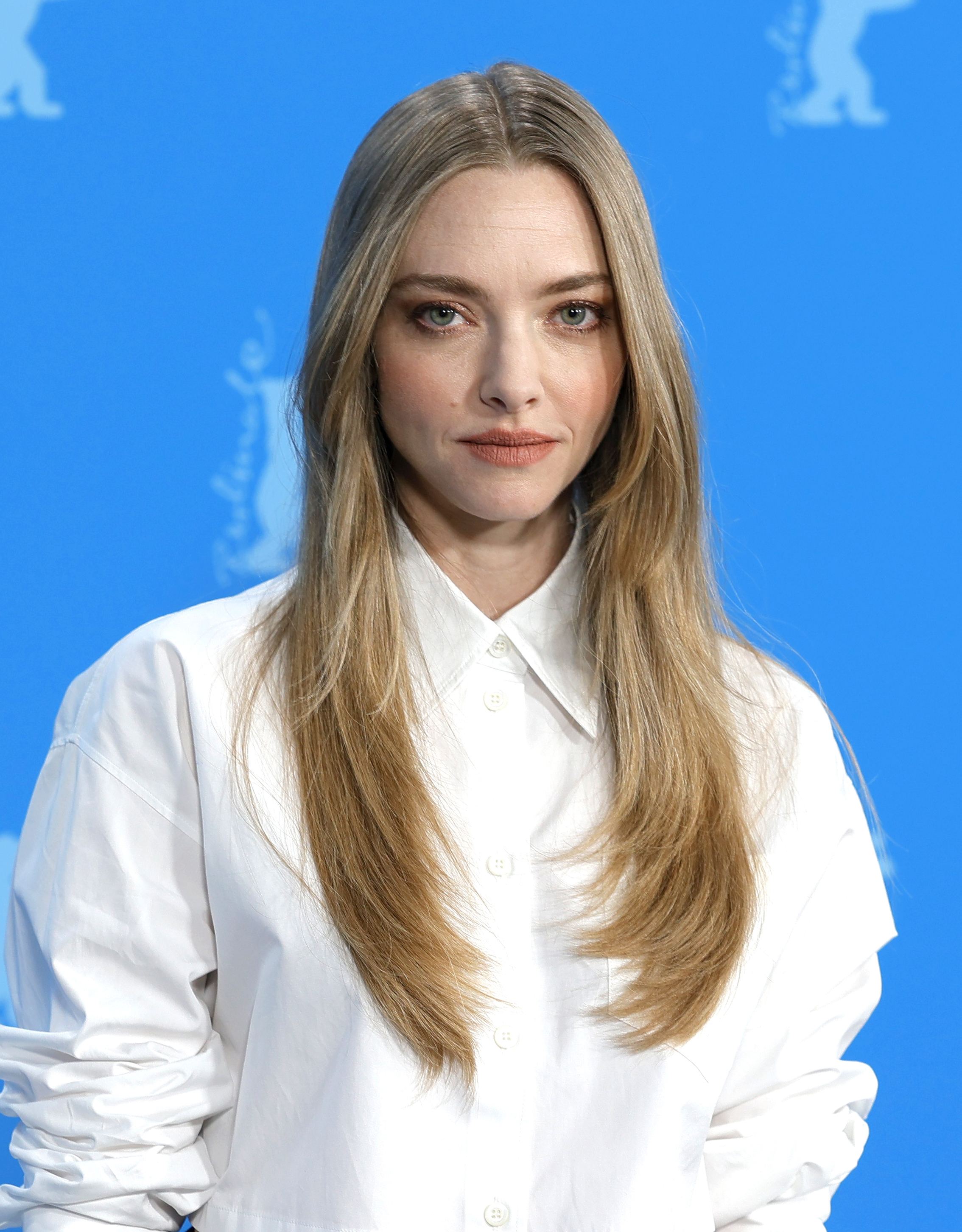
Amanda Seyfried (* 1985)

- Seyfried, Andrzej (1922–2009), polnischer Gelehrter und Professor der Medizin
- Seyfried, Bettina von (* 1951), deutsche Musikwissenschaftlerin, Bibliothekarin und Politikerin (FDP)
- Seyfried, Christian (1711–1783), Aufklärer, Lateinrektor in Biberach/Riß und evangelischer Pfarrer
- Seyfried, Emmy (1888–1969), deutsche Kunstgewerblerin
- Seyfried, Erich (* 1940), bayerischer Volksschauspieler
- Seyfried, Eugen von (1816–1889), badischer Jurist und Politiker
- Seyfried, Friederike (* 1960), deutsche Ägyptologin
- Seyfried, Gerhard (* 1948), deutscher Karikaturist und SchriftstellerGerhard Seyfried (* 1948)

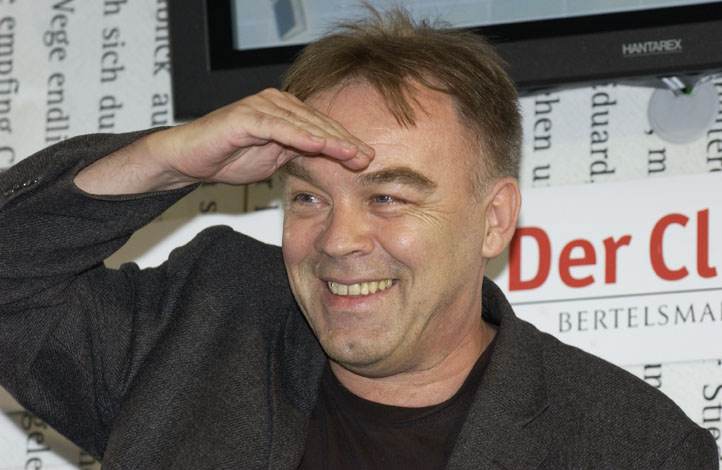
Gerhard Seyfried (* 1948)

- Seyfried, Hartmut (* 1947), deutscher Geologe
- Seyfried, Hermann (1826–1871), deutscher Polizeidirektor
- Seyfried, Hugo (1838–1911), preußischer Generalleutnant
- Seyfried, Ignaz von (1776–1841), österreichischer Komponist und Dirigent
- Seyfried, Johann (1577–1625), österreichischer Zisterzienser
- Seyfried, Jolantha (* 1964), österreichische Balletttänzerin und Hochschullehrerin
- Seyfried, Michael (* 1964), deutscher Schauspieler und Drehbuchautor
- Seyfried, Robert (1905–1991), deutscher Maler und Bildhauer
- Seyfried, Samuel (1622–1699), kurfürstlich-sächsischer Amtmann

### Seyh
- Şeyh Galip (1757–1799), osmanischer Dichter
- Seyhan Yücel, Mukadder (* 1971), türkische Germanistik Pädagogin an der Trakya-Universität Edirne
- Seyhan, Sibel (* 1972), türkische Schauspielerin und Theaterregisseurin
- Seyhan, Tolga (* 1977), türkischer Fußballspieler
- Şeyhi, türkischer Dichter

### Seyi
- Seyidməmmədova, Züleyxa (1919–1999), aserbaidschanische Pilotin
- Seyidov, Həsən (1932–2004), aserbaidschanischer Politiker
- Seyidov, Mir Hidayət bəy (1887–1919), aserbaidschanischer Politiker
- Seyit Rıza (1862–1937), türkisch-kurdischer Stammesführer
- Seyit, Cevat (1906–1945), türkischer Fußballspieler

### Seyk
- Seykora, Theodor (1921–2015), österreichischer Manager und Kommunalpolitiker (ÖVP)

### Seyl
- Seyl, Christian August (1790–1852), deutscher Politiker, Mitglied der kurhessischen Ständeversammlung
- Seyl, Gustav (1931–2011), deutscher Bergbauingenieur und Berghauptmann
- Seyl, Michael (* 1963), deutscher Künstler
- Seylan, Marc (* 1992), Schweizer Basketballspieler
- Seyler, Abel (1730–1800), deutscher Schauspieldirektor
- Seyler, Achim (* 1968), deutscher Perkussionist
- Seyler, Alfred (1880–1950), deutscher Kunsthistoriker
- Seyler, Axel (* 1939), deutscher akademischer Bildhauer
- Seyler, Friederike Sophie († 1789), deutsche Schauspielerin
- Seyler, Friedrich (1642–1708), Schweizer Pfarrer und Theologe
- Seyler, Georg (1915–1998), deutscher Maler und Grafiker
- Seyler, Georg Daniel (1686–1745), deutscher Rektor des Elbinger Gymnasiums
- Seyler, Gustav Adelbert (1846–1935), deutscher Bibliothekar und Heraldiker
- Seyler, Johann Joseph (1669–1719), deutscher Pädagoge und evangelischer Theologe
- Seyler, Joseph Anton (1778–1854), österreichischer Kapellmeister und Komponist
- Seyler, Julius (1873–1955), deutscher Maler und Sportler
- Seyler, Károly (1815–1882), österreichischer Komponist
- Seyler, Ludwig Erdwin (1758–1836), deutscher Kaufmann und Bankier
- Seyler, Tomas (1974–2024), deutscher Dartspieler
- Seyller, Maximilian (* 1984), deutscher Eishockeyspieler

### Seym
- Seymali, Noura Mint, mauretanische Singer-Songwriterin
- Seymann, Christof (* 1961), österreichischer Politiker (SPÖ), Landtagsabgeordneter in Kärnten
- Seymor, Serano (* 2002), niederländischer Fußballspieler
- Seymour Conway, Henry (1719–1795), britischer General und Staatsmann
- Seymour, Alan (1927–2015), australischer Drehbuchautor
- Seymour, Anne (1909–1988), US-amerikanische Schauspielerin
- Seymour, Anne, Duchess of Somerset (1510–1587), englische Adlige und Literaturpatronin
- Seymour, Arthur James (1914–1989), guyanischer Dichter
- Seymour, Beauchamp, 1. Baron Alcester (1821–1895), britischer Admiral
- Seymour, Cara (* 1964), britische SchauspielerinCara Seymour (* 1964)

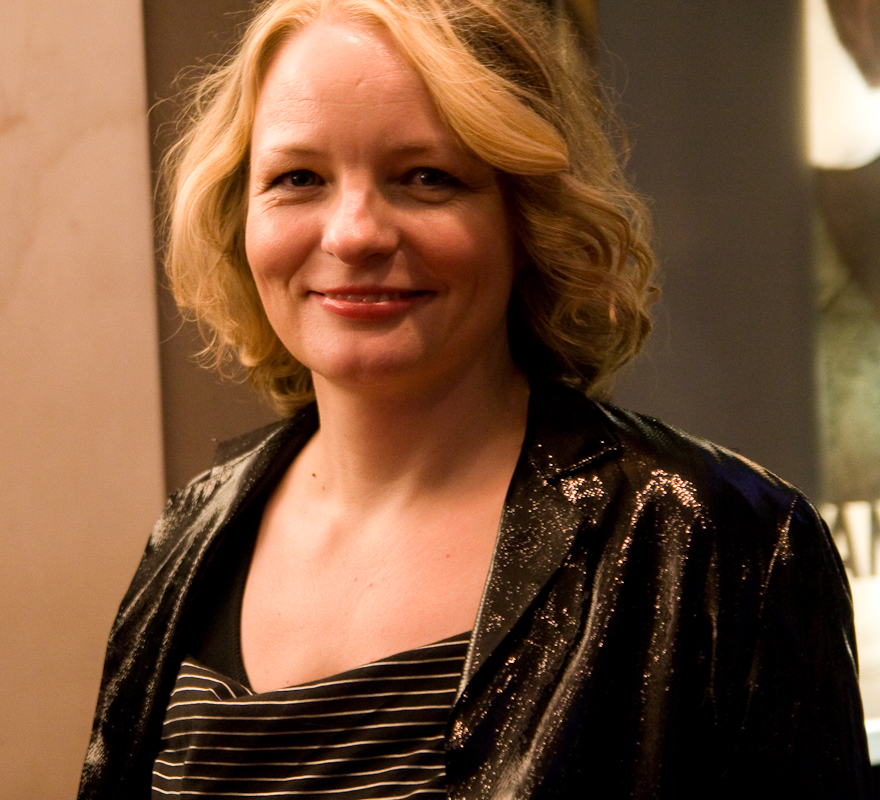
Cara Seymour (* 1964)

- Seymour, Carolyn (* 1947), englische Schauspielerin
- Seymour, Charles (1885–1963), Historiker
- Seymour, Charles, 6. Duke of Somerset (1662–1748), englisch-britischer Hof- und Staatsbeamter
- Seymour, Clarine (1898–1920), US-amerikanische Schauspielerin
- Seymour, Dan (1915–1993), US-amerikanischer Filmschauspieler
- Seymour, David (1911–1956), polnischer Fotograf
- Seymour, David (* 1983), neuseeländischer Politiker der Partei ACT New Zealand
- Seymour, David L. (1803–1867), US-amerikanischer Politiker
- Seymour, Dean (* 1971), kanadischer Eishockeyspieler
- Seymour, Edward Hobart (1840–1929), Admiral of the Fleet der britischen Royal Navy
- Seymour, Edward Woodruff (1832–1892), US-amerikanischer Politiker
- Seymour, Edward, 1. Duke of Somerset († 1552), englischer StaatsmannEdward Seymour, 1. Duke of Somerset († 1552)

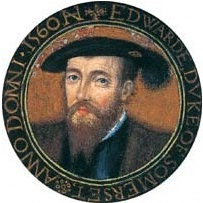
Edward Seymour, 1. Duke of Somerset († 1552)

- Seymour, Edward, 1. Earl of Hertford (1539–1621), englischer Adliger
- Seymour, Edward, 4. Baronet (1633–1708), englischer Politiker
- Seymour, Edward, 5. Baronet (1663–1741), englisch-britischer Adliger und Politiker
- Seymour, Edward, 8. Duke of Somerset († 1757), britischer Peer und Politiker
- Seymour, Edward, 9. Duke of Somerset (1718–1792), britischer Peer und Politiker
- Seymour, Edward, Lord Beauchamp (1561–1612), englischer Adliger
- Seymour, Elizabeth († 1568), englische Adlige, Schwester von Königin Jane Seymour
- Seymour, Elizabeth, Duchess of Somerset (1667–1722), englisch-britische Adlige und Hofdame
- Seymour, Ethel (1897–1963), britische Turnerin
- Seymour, Felipe (* 1987), chilenischer Fußballspieler
- Seymour, Frances, Duchess of Somerset (1699–1754), britische Adlige und Dichterin
- Seymour, Francis, 1. Baron Seymour of Trowbridge († 1664), englischer Politiker
- Seymour, Frederick (1820–1869), britischer Rechtsanwalt und Gouverneur
- Seymour, Gerald (* 1941), britischer Journalist und Schriftsteller
- Seymour, Grit (* 1966), deutsche Modedesignerin und Modeprofessorin
- Seymour, Henry (* 1931), deutscher Schriftsteller
- Seymour, Henry Charles (1878–1939), britischer Adliger und Offizier
- Seymour, Henry W. (1834–1906), US-amerikanischer Politiker
- Seymour, Henry, 9. Marquess of Hertford (* 1958), britischer Peer
- Seymour, Horace James (1885–1978), britischer Botschafter
- Seymour, Horatio (1778–1857), US-amerikanischer Politiker der Demokratisch-Republikanischen Partei
- Seymour, Horatio (1810–1886), US-amerikanischer Politiker der Demokratischen Partei
- Seymour, Hugh, 8. Marquess of Hertford (1930–1997), britischer Peer und Politiker
- Seymour, Isabel (1882–1968), englisch-britische Suffragette und Lokalpolitikerin
- Seymour, Jane († 1537), britische Hofdame, Gattin von Heinrich VIII.
- Seymour, Jane (* 1951), britisch-amerikanische SchauspielerinJane Seymour (* 1951)

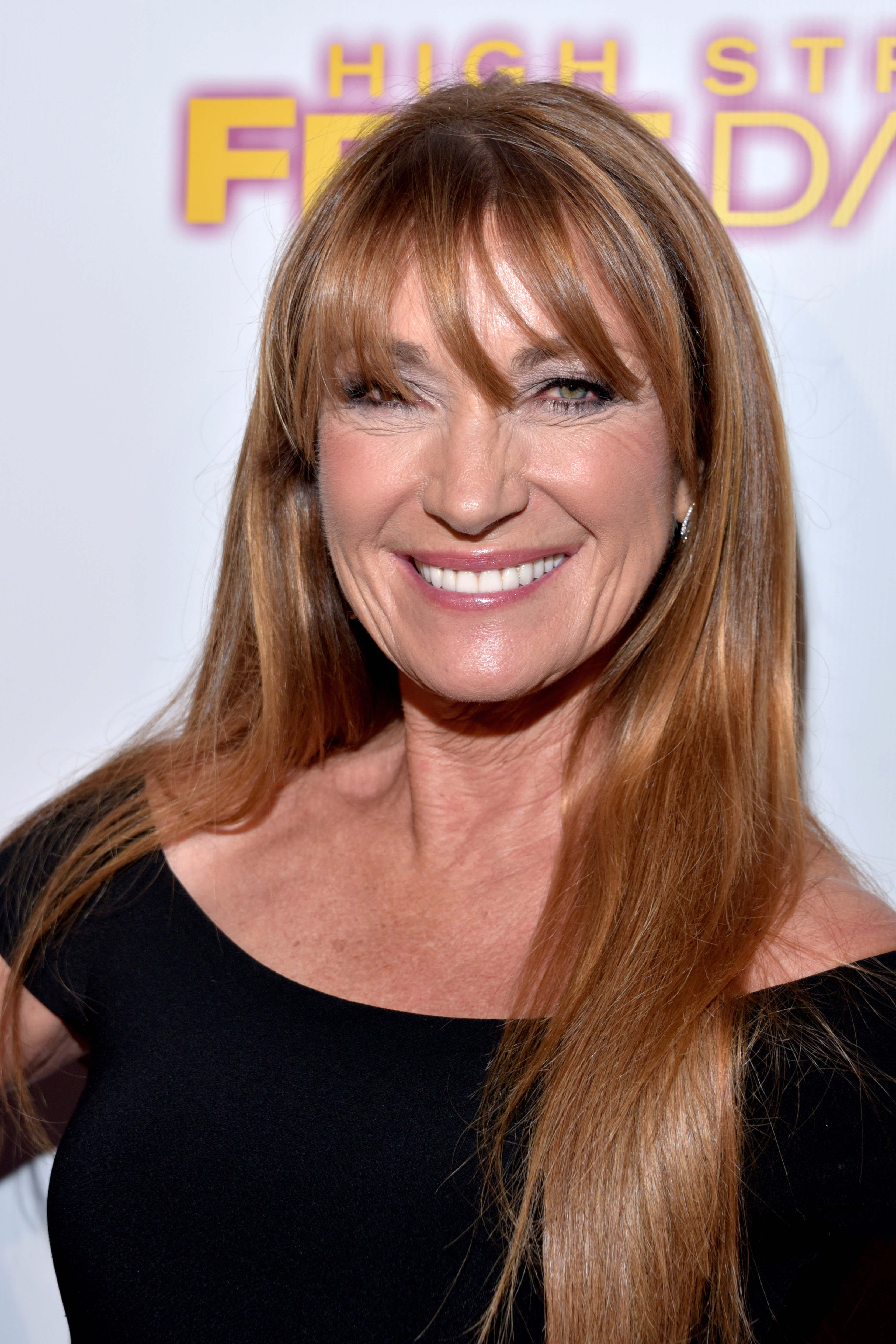
Jane Seymour (* 1951)

- Seymour, Jarred (* 1990), australischer Eishockeyspieler
- Seymour, Jerszy (* 1968), kanadischer Produktdesigner
- Seymour, Jett (* 1998), US-amerikanischer Skirennläufer
- Seymour, Jill (* 1958), britische Politikerin (UKIP), MdEP
- Seymour, Jim (* 1949), US-amerikanischer Hürdenläufer
- Seymour, John (1649–1709), Gouverneur der Province of Maryland
- Seymour, John (1914–2004), britischer Autor
- Seymour, John F. (* 1937), US-amerikanischer Politiker
- Seymour, John, 19. Duke of Somerset (* 1952), britischer Peer und Großgrundbesitzer in Wiltshire and Devon
- Seymour, Katrina (* 1993), bahamaische Hürdenläuferin
- Seymour, Kelly (1936–2019), südafrikanischer Cricketspieler
- Seymour, Lynn (1939–2023), kanadische Ballerina
- Seymour, Michael (1802–1887), britischer Marineoffizier und Admiral
- Seymour, Michael (1932–2018), britischer Szenenbildner und Artdirector
- Seymour, Michael, 1. Baronet (1768–1834), britischer Marineoffizier
- Seymour, Miranda (* 1948), britische Literaturwissenschaftlerin, Autorin und Biografin
- Seymour, Morgan (* 1993), neuseeländischer Volleyball- und Beachvolleyballspieler
- Seymour, Origen S. (1804–1881), US-amerikanischer Politiker
- Seymour, Paul (* 1950), englischer Mathematiker
- Seymour, Pedrya (* 1995), bahamaische Hürdenläuferin
- Seymour, Ralph (* 1956), US-amerikanischer Schauspieler
- Seymour, Richard (* 1979), US-amerikanischer American-Football-Spieler und Pokerspieler
- Seymour, Robert (1798–1836), Illustrator der Werke von Charles Dickens und Karikaturist
- Seymour, Stephanie (* 1968), US-amerikanisches Fotomodell und SchauspielerinStephanie Seymour (* 1968)

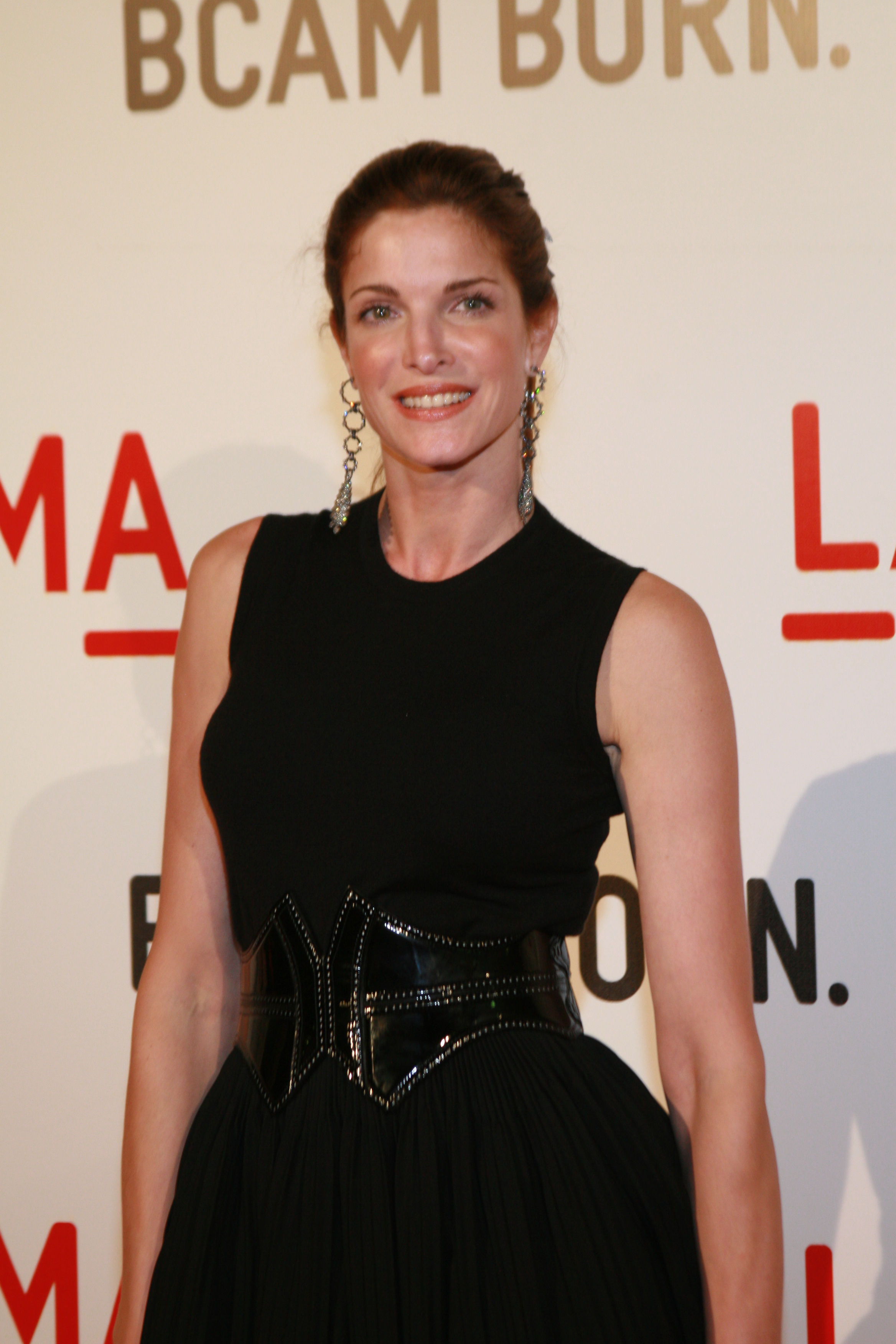
Stephanie Seymour (* 1968)

- Seymour, Stephen (1919–1973), US-amerikanischer Szenenbildner beim Film
- Seymour, Steve (1920–1973), US-amerikanischer Leichtathlet
- Seymour, Tanya (* 1983), südafrikanische Dressurreiterin
- Seymour, Thomas Day (1848–1907), US-amerikanischer Klassischer Philologe
- Seymour, Thomas H. (1807–1868), Anwalt, Kongressabgeordneter und Gouverneur von Connecticut
- Seymour, Thomas, 1. Baron Seymour of Sudeley († 1549), englischer Edelmann, Heerführer, Diplomat und PolitikerThomas Seymour, 1. Baron Seymour of Sudeley († 1549)

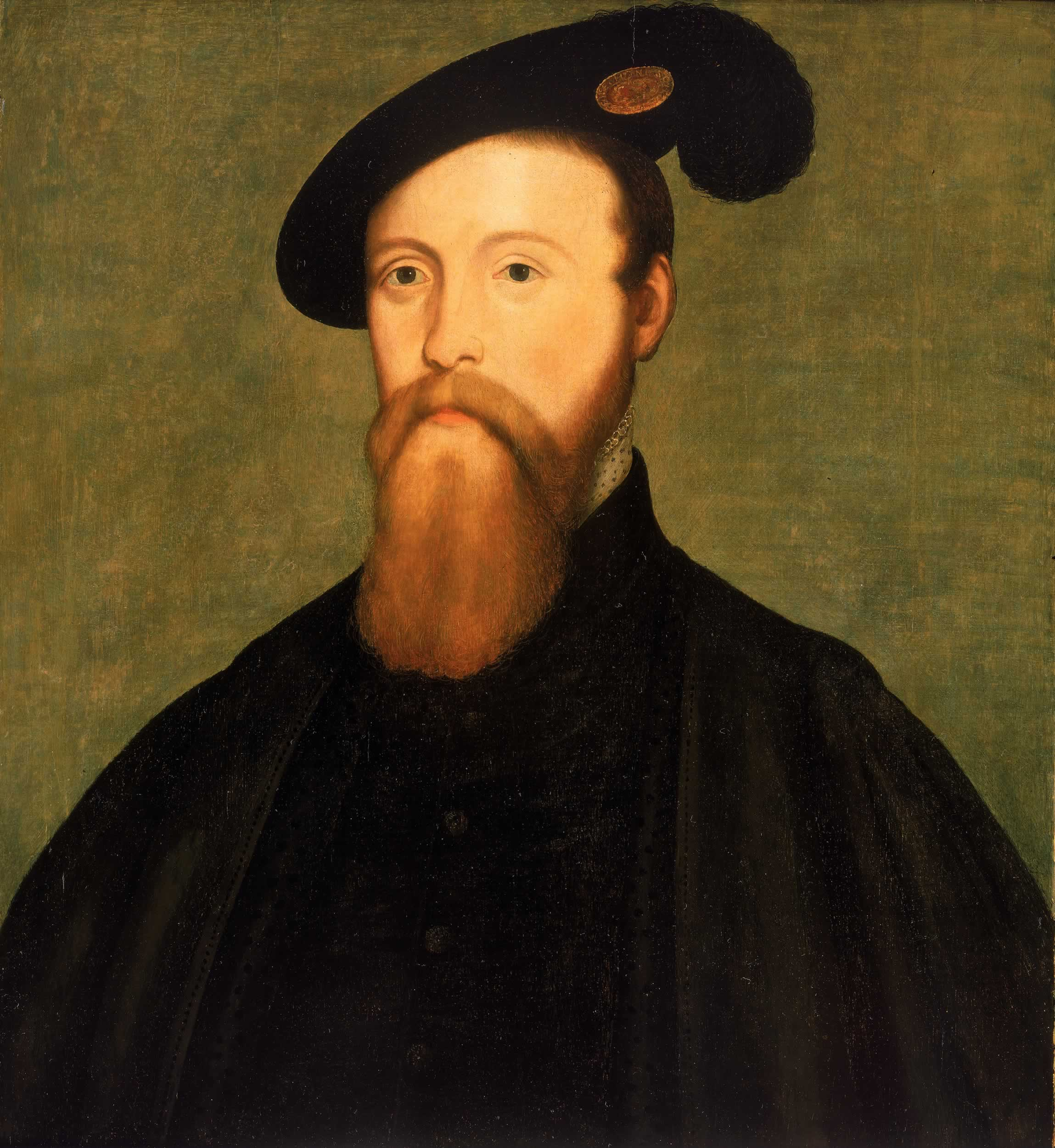
Thomas Seymour, 1. Baron Seymour of Sudeley († 1549)

- Seymour, Truman (1824–1891), General der Union im Amerikanischen Bürgerkrieg
- Seymour, Webb, 10. Duke of Somerset (1718–1793), britischer Peer und Politiker
- Seymour, William (1775–1848), US-amerikanischer Jurist und Politiker
- Seymour, William J. (1870–1922), US-amerikanischer Prediger, Leiter des Azusa Street Revival, Wegbereiter der Pfingstbewegung
- Seymour, William, 2. Duke of Somerset (1588–1660), englischer Adliger
- Seymour-Conway, Isabella, Marchioness of Hertford (1759–1834), Mätresse von König Georg IV. von Großbritannien
- Seymour-Conway, Popham (1675–1699), anglo-irischer Landadliger und Politiker

### Seyn
- Seyn, Franz Albert (1862–1918), Generalgouverneur von Finnland
- Seynaeve, Marcel (1933–2015), belgischer Radrennfahrer
- Seynaeve, Maurice (1907–1998), belgischer Radsportler
- Seynhave, Kristiaan (* 1965), belgischer Organist
- Seyni, Ali (1938–2004), nigrischer Politiker
- Seyni, Aminatou (* 1996), nigrische Sprinterin
- Seynsche, Frank, deutscher Unternehmer und Verbandsfunktionär
- Seynsche, Ingeborg (1905–1994), deutsche Mathematikerin
- Seynsche, Monika, deutsche Hörfunkjournalistin

### Seyp
- Seyppel, Carl Maria (1847–1913), Maler, Karikaturist, Schriftsteller
- Seyppel, Hans (1886–1945), deutscher Maler
- Seyppel, Joachim (1919–2012), deutscher Schriftsteller und Literaturwissenschaftler

### Seyr
- Seyr, Bartl (1890–1955), österreichischer Kameramann
- Seyr, Bernhard Friedrich (* 1976), österreichischer Bildungs-, Sozial- und Wirtschaftswissenschaftler, Fachautor und Hochschullehrer
- Seyran (* 1980), aserbaidschanischer Singer-Songwriter
- Seyrek, Mehmet Ali (* 1959), deutscher Politiker (SPD), Mitglied der Bremischen Bürgerschaft
- Seyrer, Georg (1921–2011), deutscher Ministerialbeamter
- Seyrig, Delphine (1932–1990), französische Schauspielerin und RegisseurinDelphine Seyrig (1932–1990)

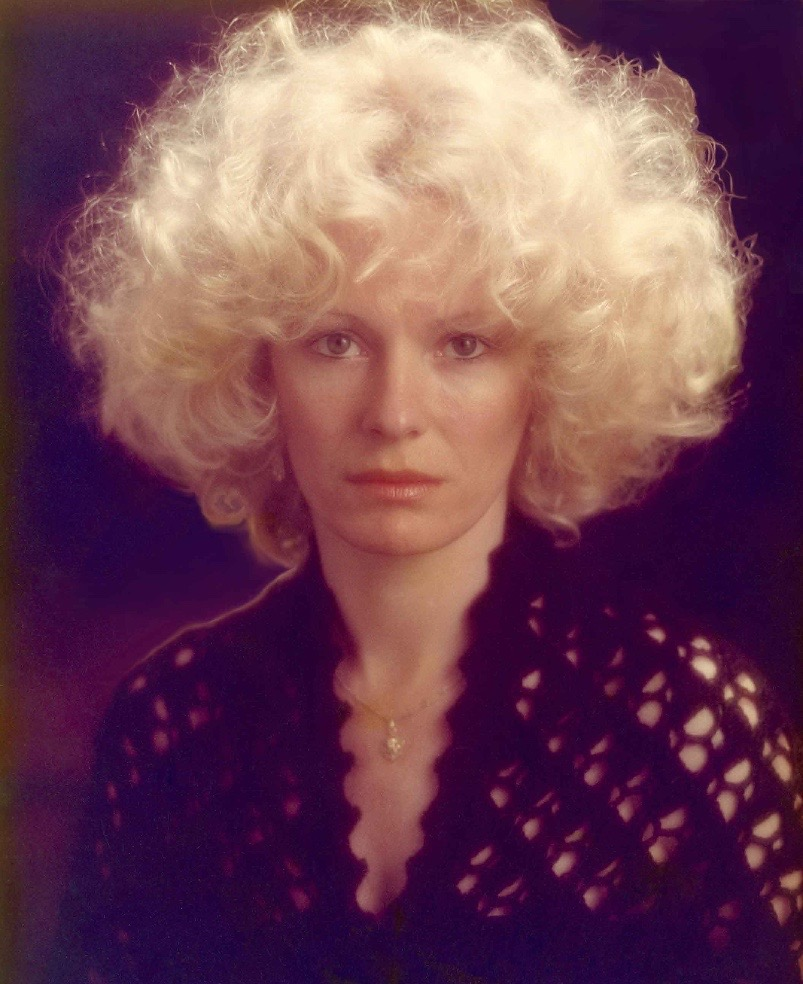
Delphine Seyrig (1932–1990)

- Seyrig, Henri (1895–1973), französischer Archäologe, Numismatiker und Historiker
- Seyrig, Théophile (1843–1923), deutschstämmiger belgischer Bauingenieur
- Seyringer, Nikolaus († 1425), Benediktiner und Mystiker

### Seys
- Seys, Joaquin (* 2005), belgischer Fußballspieler
- Seyse, Eric, US-amerikanischer Biathlet
- Seyß-Inquart, Arthur (1892–1946), österreichischer Politiker (NSDAP), MdR und JuristArthur Seyß-Inquart (1892–1946)

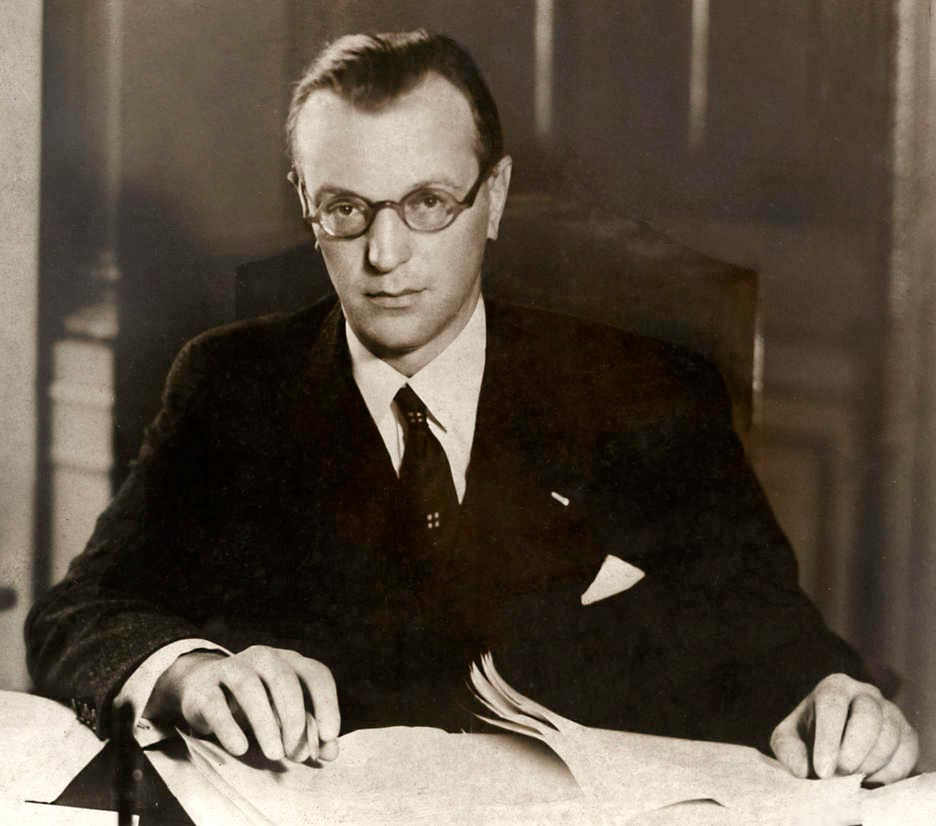
Arthur Seyß-Inquart (1892–1946)

- Seyssel d’Aix, Carl Theodor von (1780–1863), preußischer Verwaltungsbeamter und Landrat
- Seyssel d’Aix, Maximilian (1776–1855), bayerischer Generalleutnant
- Seyssel, Charles de († 1513), Bischof von Genf
- Seyssel, Claude de (1450–1520), französischer Jurist, Humanist, Theologe und politischer Denker

### Seyt
- Seytter, Hans (1898–1964), deutscher Architekt

### Seyw
- Seywald, Erika (* 1955), österreichische Malerin
- Seywald, Franz (1891–1944), österreichischer Beamter
- Seywald, Heinrich (1894–1973), deutscher Generalmajor der Luftwaffe im Zweiten Weltkrieg

### Seyx
- Şeyxzamanlı, Nağı bəy (1883–1967), aserbaidschanischer Politiker und Geheimdienstchef zu Zeiten der Demokratischen Republik Aserbaidschan (DRA)

### Seyy
- Seyyan Hanım (1913–1989), türkische Sängerin
- Seyyedi, Houman (* 1980), iranischer Schauspieler, Regisseur und Drehbuchautor
- Seyyid Kasim Gubari, osmanischer Kalligraf, verantwortlich für die Gestaltung der kalligrafischen Inschriften in der Sultan-Ahmed-Moschee
- Seyyid, Süleyman (1842–1913), türkischer Maler